# Disney Channel Grecia
O Disney Channel Grécia lançará em 7 de novembro de 2009. O Disney XD será lançado.

## Remarca de Disney
Quando Disney XD com sucesso lançado no dia 13 de fevereiro de 2009, nos EUA, o Disney-ABC Television Group o estendeu à França em primeiro de abril de 2009 e esperou-se que ele fosse extenso a outros territórios europeus em 2009. Recentemente, contudo, Disney anunciou que o canal de Jetix em certos países (a saber a Hungria, a Romênia, República Checa, a Eslováquia e a Bulgária) será renomeado ao Disney Channel, marcando que a primeira introdução de canal nesses países. Uma data exata não foi mencionada mas é esperado que a modificação acontecerá até ao fim de 2009.

## Ligações Externas
- Site oficial do Disney XD Grecia